# Hohnsen (Hildesheim)
Hohnsen (verkürzt aus Hohenhusen) war ein Dorf im heutigen Stadtgebiet von Hildesheim.
Die Siedlung lag ungefähr an der Stelle, wo sich im Zuge der heutigen Straße „Hohnsen“ die Brücke über die Innerste befindet. Nach der Gründung der Neustadt verließen die Bewohner das Dorf und siedelten sich in der neu gegründeten Stadt an, so dass Hohnsen zu einer Wüstung wurde. Die Hohnser Mühle, der letzte Rest des Dorfes, wurde noch bis 1632 vom Rat der Altstadt Hildesheim als Papiermühle betrieben, dann setzten Bürger der Neustadt sie in Brand. Seit 1889 heißt die vom Goschentor nach Ochtersum führende Straße offiziell „Hohnsen“, nachdem sie seit 1875 im Volksmund „Hohnser Weg“ genannt worden war. Neben der Straße sind die Grundschule Hohnsenschule sowie der durch Kiesabbau entstandene Hohnsensee nach ihr benannt.